# Audio Video Interleave
Audio Video Interleave, (acronim AVI) este un format container creat de compania Microsoft în 1992, ca parte a tehnologiei sale Video for Windows. Fișierele de tip AVI pot conține materiale video și audio în același fișier, care pot fi redate sincronizat. Ca și formatul DVD, în fișierele de tip AVI se pot pune mai multe piste (engleză streaming) video și audio, însă această posibilitate este rar folosită.
Grupul OpenDML Matrox a dezvoltat în februarie 1996 extensii la acest format, susținut de Microsoft, și care sunt numite oficial „AVI v2.00 sau OpenDML AVI .”